# Ostbricka

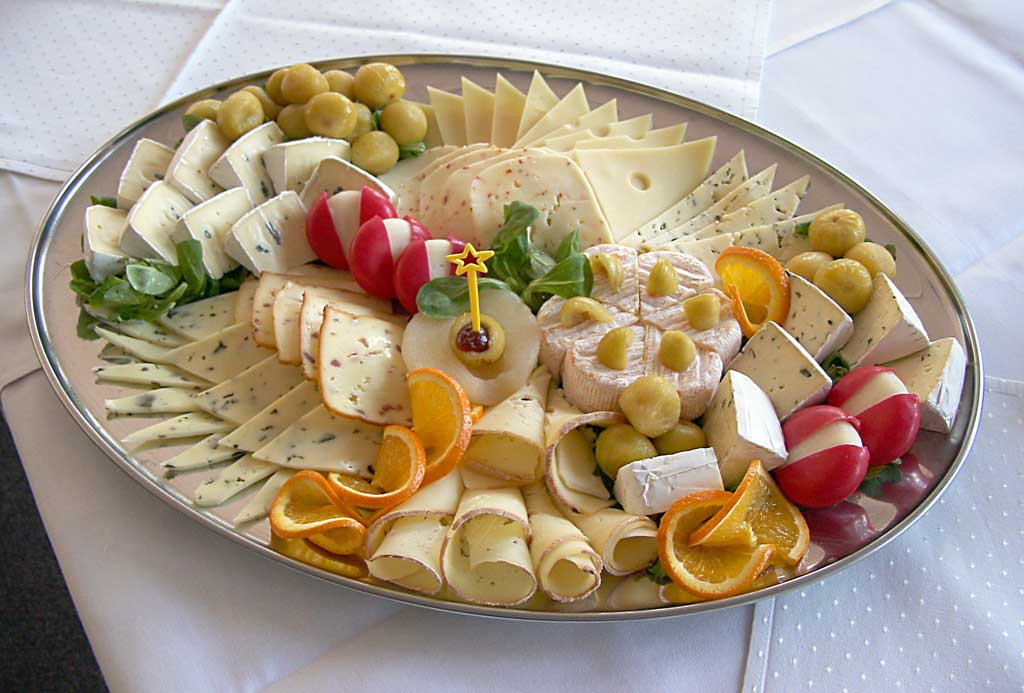
Ostbricka

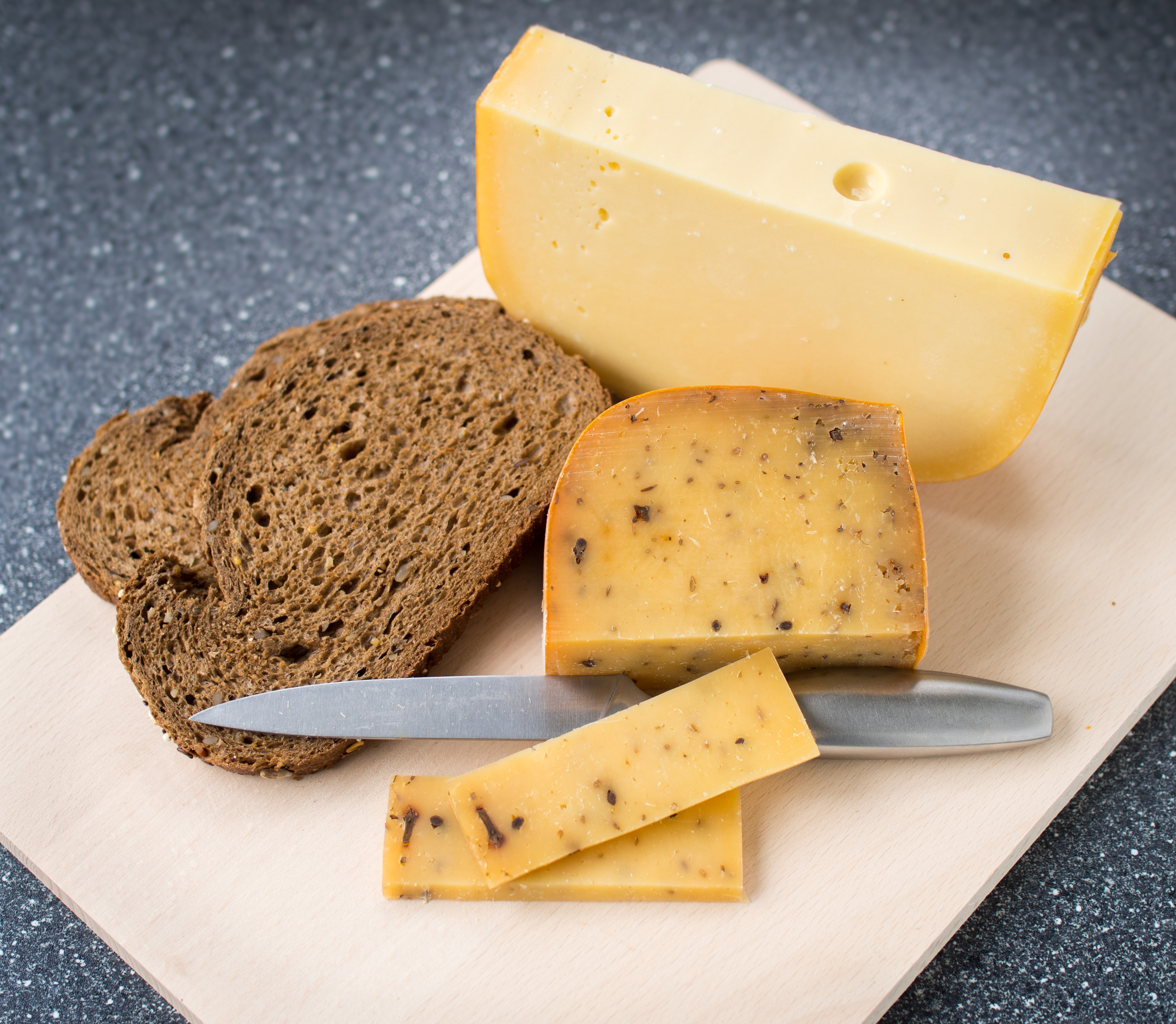
Ostbricka med den holländska osten Boerenkaas.

Ostbricka är en bricka eller ett uppläggningsfat med ostar som fungerar som tilltugg och kan ingå i smörgåsbord. Ofta innehåller ostbrickan ostar med kontraster i smak och konsistens, till exempel olika dessertostar som exempelvis mögelostar. Den kan även bestå av en enda ost som exempelvis en italiensk bel paese eller en cheddar och olika tillbehör. Ostbrickan kan förutom ost omfatta bröd, neutrala och salta kex, frukter eller grönsaker som brukar vara i mindre format (exempelvis vindruvor) eller skurna i mindre bitar, samt något att dricka till som exempelvis rödvin eller portvin.
Ostbrickan kan serveras som avslutning på en middag eller som supé.